# De Gerando Antonina
De Gerando Antonina (Párizs, 1845. február 13. – Kolozsvár, 1914. április 6.) pedagógus, író, műfordító, a magyar nőnevelés harmadik nemzedékének vezéregyénisége, Teleki Emma lánya.

## Életpályája
Szülei Auguste De Gerando és gróf Teleki Emma (Teleki Blanka nővére) voltak. Egyéves korában került Magyarországra, ahol Teleki Blankától tanulta a magyar nyelvet. Édesapja halála után a család visszatért Párizsba, így Antonina itt végezte tanulmányait. Többek között Irányi Dániel tanítványa volt. 1861-ben tanítónői, 1864-ben tanárnői képesítést szerzett. Amellett, hogy mindkét szülője anyanyelvén beszélt, tudott németül és latinul is. 1865-ben és 1867-ben rövid időre Magyarországra látogatott, majd 1872-ben végképp itt telepedett le. Előbb Budapesten a Veres Pálné-féle Nőegylet intézetében és a kézimunka-ipariskolában tanított, majd 1876-tól magántanfolyamokat tartott.
1880-ban Kolozsvár városa meghívta az újonnan alapított kolozsvári felsőbb leányiskola igazgatójának, ahol 12-18 éves lányokat tanítottak. A eredetileg négy osztályos iskola a Magyar utca 17. szám alatt kapott helyet, 1893-tól hat osztályosra bővült, és több mint háromszáz tanulója volt. 1901. szeptemberre készült el az iskola új épülete a Sétatér mellett. De Gerando Antonina huszonöt éven át vezette az iskolát, amit még hosszú ideig Dezserándó-ként emlegettek. 1885-ben Szabadkára is hívták iskolaigazgatónak, de nem akarta elhagyni az iskolát és a várost.
Részt vett a Pestalozzi Társaság munkájában, 1889-től tagja volt az Erdélyi Múzeum-Egylet bölcselet-, nyelv- és történettudományi szakosztályának, elnöke Teleki Blanka-körnek és a Kolozsvári Állatvédő Egyesületnek. Tankönyveket és pedagógiai értekezéseket írt, munkatársa volt a Nemzeti Nőnevelés című pedagógiai szaklapnak, számos művet fordított. Részt vett az Erdélyi Kárpát Egyesület idegennyelvű kiadványainak sajtó alá rendezésében. 1891-ben lemondott tisztségéről, hogy beteg édesanyját tudja ápolni, de helyette egy év szabadságot engedélyeztek neki, és édesanyja halála után folytatta a tanítást egészen 1912-es nyugdíjazásáig. Elhunyt 1914. április 6-án este 10 órakor, örök nyugalomra helyezték 1914. április 9-én a kolozsvári sírkertben.
A házsongárdi temetőben található sírját felszámolták, hamvait a Házsongárdi Alapítvány által állított emléktábla alá temették el újra. 1941–1964 között az ő nevét viselte az Állami Magyar Színháztól nyíló Sétatér melletti utca (jelenleg Arany János utca).

## Művei

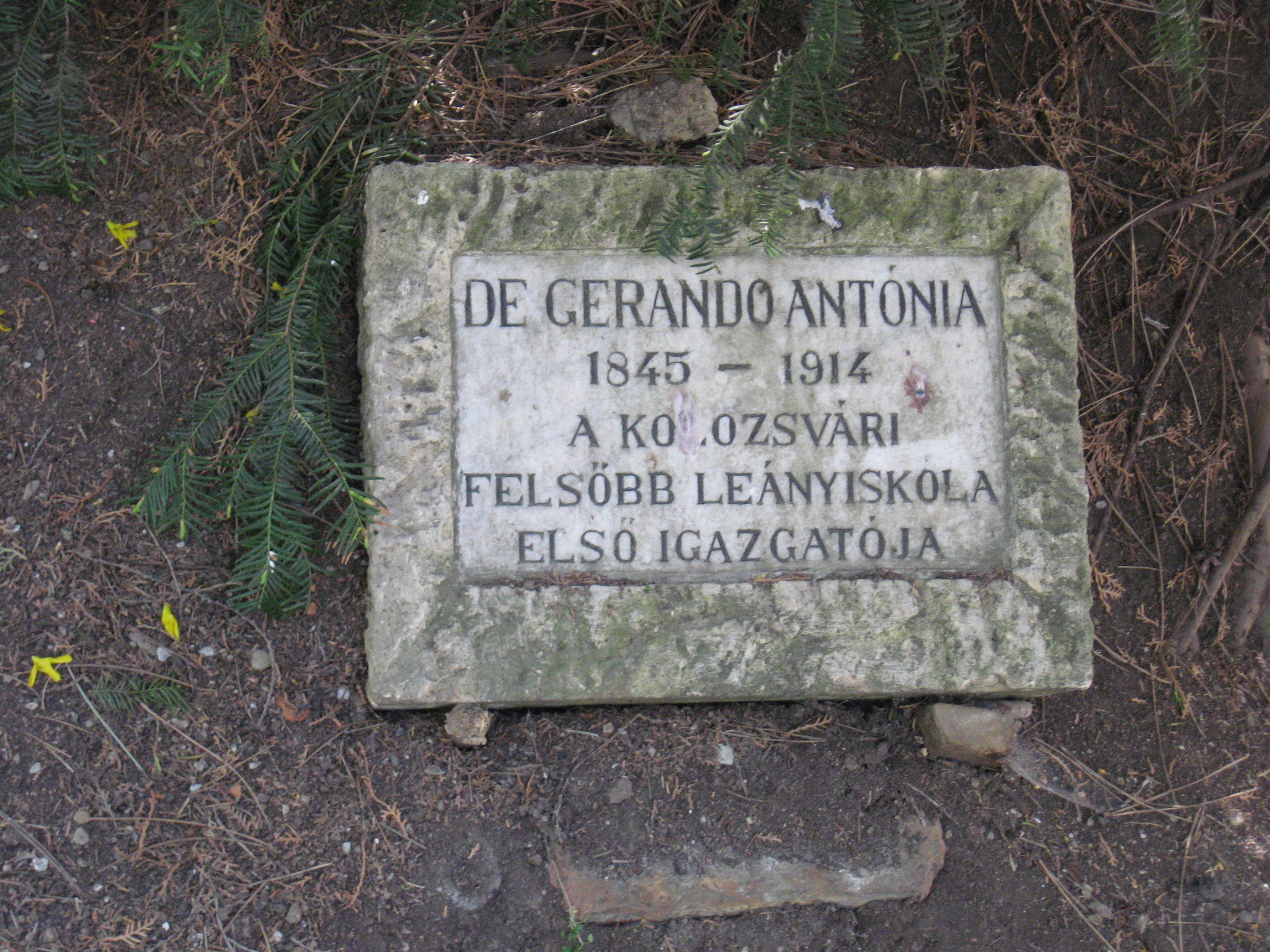
Sírköve a Házsongárdi temetőben

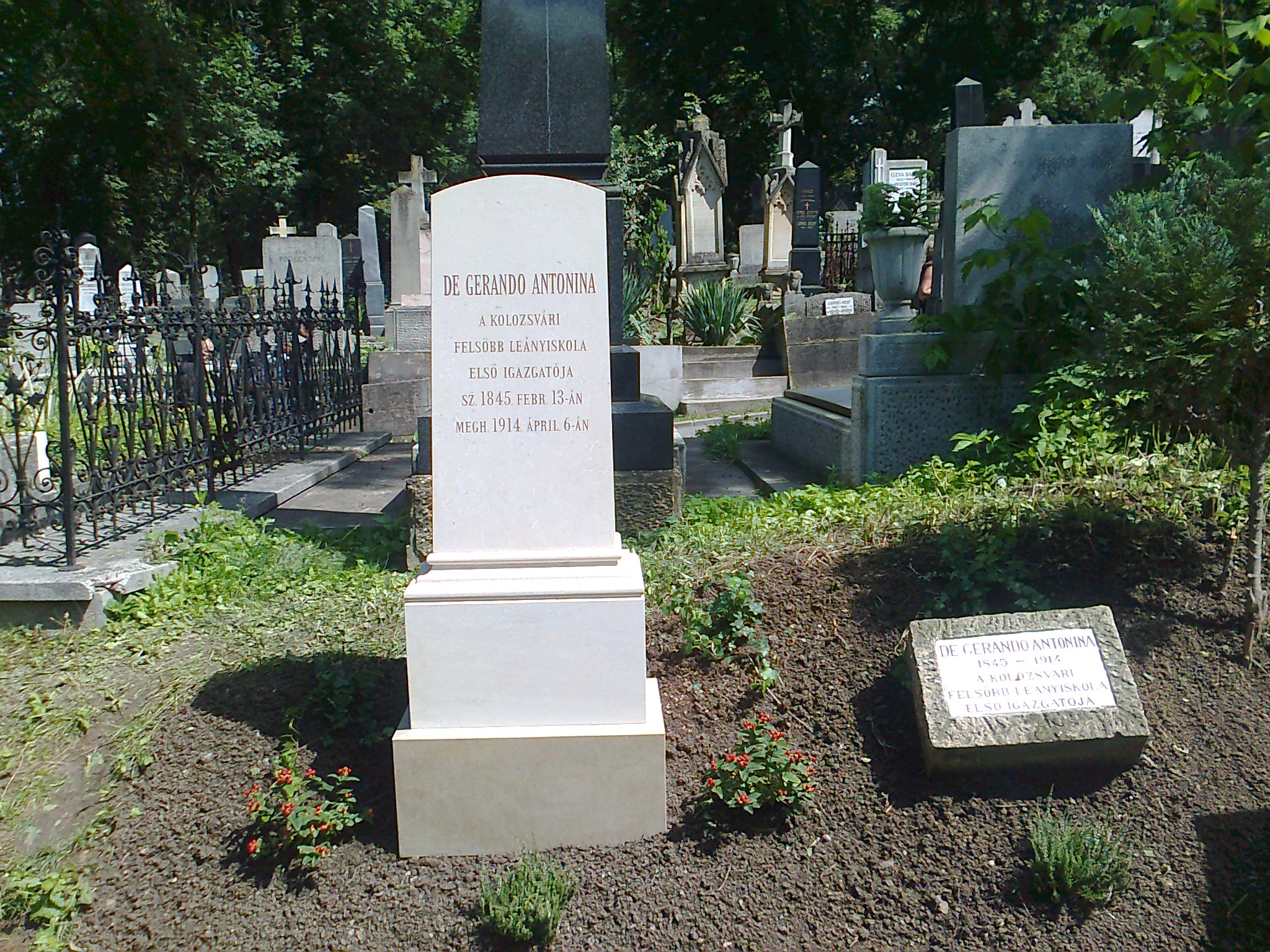
2016-ban felállított új síremléke a Házsongárdi temetőben (mellette a régi sírról megmentett sírkő)

- Elméleti és gyakorlati okadatolt eredeti magyar számtan, a méter-rendszer alapos ismertetésével. Algymnasiumok, képezdék, ipariskolák és magánhasználatra. Budapest: Légrády. 1875
- Lengyel- és Oroszország : Kosciusco legendája. Budapest: Franklin. 1878
- A munka történetének rövid vázlata. Budapest: Légrády. 1880
- Nőtan vagy az asszonyi hivatás tudománya. Intézetek, képezdék, felső nép- és polgáriskolák meg magánhasználat számára. Kolozsvár: Stein J., 1880
- Neveléstan. Kolozsvár. 1881
- Háztartástan. Kolozsvár. 1883
- Hol a boldogság? Vigaszszó szenvedők s szerencsétlenek számára. Budapest. 1884
- Zene-elmélet és ének-iskola. Chevet-tanmód szerint. Budapest. 1885
- Franczia felsőbb leányiskolákról. Budapest. 1885
- Az emberiség jóltevői. Valódi nagy férfiak életrajza, Budapest:Révai. 1887
- Pali gyermeksége és ifjúsága : a 12-15 éves mindkét nemű ifjúság számára. Budapest: Méhner. 1889
- A legújabb nevelési reformok Francziaországban. In: Az Erdélyi Múzeum-Egylet Bölcselet-, Nyelv- és Történettudományi Szakosztályának Kiadványai. 1890
- Ifjusági szinművek. Budapest: Nagel. 1891
- Francia olvasókönyv felsőbb leányiskolák számára (Lectures francaises), Pozsony, 1891
- Női élet, Kolozsvár, 1892
- Gróf Teleki Blanka élete. Budapest: Légrády. 1892
- A kezdő franczia legelső mestere. Pozsony: Stampfel. 1893
- Hogyan "lesz Magyarország?". Kolozsvár: Ajtai. 1894
- Reformjavaslatok a felsőbb leányiskolákra nézve, Kolozsvár: Ajtai. 1896
- Franczia olvasókönyv : a magyarországi felsőbb leány-iskolák 2., 3., és 4. osztályai számára. Pozsony: Stampfel. 1896
- A ki másra gondol : Egy felsőbbrendű társadalom első a-b-c-je. Budapest: Légrády Testvérek. 1897
- Jellemképzés az iskolában, Kolozsvár, 1900
- Az eruditio csődje az iskolákban. Budapest: Franklin. 1907
- A szeretet nevelő hatalma. Budapest: Franklin. 1907
- A felsőbb leányiskolákról, Budapest. 1913
- Nőtan, avagy Amit egy leánynak tudni kell; vál., bev., jegyz. Gaal György; Kriterion, Kolozsvár, 2018

## Műfordításai
- Théophile Gautier: Fracasse kapitány. Budapest. 1873
- Eugène Noël: Egy együgyü ember emlékirataiból. Budapest: Friebeisz. 1874
- Jókai Mór: Le fils de ľhomme au cœur de pierre. Paris: Ollendorff. 1880
- Jules Michelet: A franczia forradalom története. Kolozsvár: Stein. 1884
- George Sand: A hóember. Budapest. 1887
- Alfred Dumesnil: Művészi benyomások Rembrandt-tól Beethoven-ig. Kolozsvár: Horatsik. 1893
- Jules Michelet: D'Arc Johanna. Kolozsvár: Ajtai. 1893
- Louisa May Alcott: A kis Rózsa hat nagynénje és hét unokaöccse. Budapest: Légrády. 1923